# Vuelta Ciclista del Uruguay 1959
La 16ª edición de la Vuelta Ciclista del Uruguay, se llevó a cabo entre el 21 y el 29 de marzo de 1959.

## Etapas
| Etapa     | Fecha       | Recorrido                    | Km       | Ganador de la etapa          | Líder de la clasificación general |
| 1.ª etapa | 21 de marzo | Montevideo-Trinidad          | 199.3    | Alberto Lasarte (Audax)      | Alberto Lasarte (Audax)           |
| 2.ª etapa | 22 de marzo | Trinidad-Paysandú            | 203      | Héctor Placeres (San José)   | Héctor Placeres (San José)        |
| 3.ª etapa | 23 de marzo | Paysandú-Salto               | 126.3    | Rodolfo Villanueva (Marconi) | René Deceja (Audax)               |
| 4.ª etapa | 24 de marzo | Colonia Palma-Artigas        | 153.5    | Tomás Correa (San Antonio)   | René Deceja (Audax)               |
| 5.ª etapa | 25 de marzo | Tranqueras-Rivera            | CRI 57.7 | Anulada                      | René Deceja (Audax)               |
| 6.ª etapa | 26 de marzo | Rivera-Tacuarembó            | 121.2    | Héctor Placeres (San José)   | Héctor Placeres (San José)        |
| 7.ª etapa | 27 de marzo | Tacuarembó-Paso de los Toros | 146.8    | Luis Pedro Serra (Peñarol)   | Héctor Placeres (San José)        |
| 8.ª etapa | 28 de marzo | Paso de los Toros-Florida    | 162.7    | Francisco Pérez (Casualidad) | Héctor Placeres (San José)        |
| 9.ª etapa | 29 de marzo | Florida-Montevideo           | 169.7    | Alberto Velázquez (Maroñas)  | Héctor Placeres (San José)        |

## Clasificaciones finales
| \| 1. \| Héctor Placeres \| Uruguay \| Federación de San José Uruguay \| 40h 11' 09" \| \| 2. \| Francisco Pérez \| Uruguay \| Casualidad, Florida Uruguay \| a 10' 31" \| \| 3. \| Luis Pedro Serra \| Uruguay \| Peñarol Uruguay \| a 11' 24" \| \| 4. \| René Deceja \| Uruguay \| Audax Uruguay \| a 13' 38" \| \| 5. \| Walter Moyano \| Uruguay \| Punta del Este Uruguay \| a 17' 50" \| \| 6. \| Gabriel Barrios \| Uruguay \| Fed. de Rocha Uruguay \| a 27' 07" \| \| 7. \| Héctor Castro \| Uruguay \| Fed. de San José Uruguay \| a 30' 27" \| \| 8. \| Domingo Goncalvez \| Uruguay \| Peñarol Uruguay \| a 36' 39" \| \| 9. \| Alberto Camilo Velázquez \| Uruguay \| Maroñas Uruguay \| a 46' 17" \| \| 10. \| René Mesón \| Uruguay \| Peñarol de Flores Uruguay \| a 46' 43" \| |                          |         |                                |             |
| 1. | Héctor Placeres          | Uruguay | Federación de San José Uruguay | 40h 11' 09" |
| 2. | Francisco Pérez          | Uruguay | Casualidad, Florida Uruguay    | a 10' 31"   |
| 3. | Luis Pedro Serra         | Uruguay | Peñarol Uruguay                | a 11' 24"   |
| 4. | René Deceja              | Uruguay | Audax Uruguay                  | a 13' 38"   |
| 5. | Walter Moyano            | Uruguay | Punta del Este Uruguay         | a 17' 50"   |
| 6. | Gabriel Barrios          | Uruguay | Fed. de Rocha Uruguay          | a 27' 07"   |
| 7. | Héctor Castro            | Uruguay | Fed. de San José Uruguay       | a 30' 27"   |
| 8. | Domingo Goncalvez        | Uruguay | Peñarol Uruguay                | a 36' 39"   |
| 9. | Alberto Camilo Velázquez | Uruguay | Maroñas Uruguay                | a 46' 17"   |
| 10. | René Mesón               | Uruguay | Peñarol de Flores Uruguay      | a 46' 43"   |

| \| 1. \| Peñarol \| Uruguay \| \| \| 2. \| Federación de San José \| Uruguay \| \| \| 3. \| Nacional \| Uruguay \| \| \| 4. \| San Antonio de Paysandú \| Uruguay \| \| |                         |         |  |
| 1. | Peñarol                 | Uruguay |  |
| 2. | Federación de San José  | Uruguay |  |
| 3. | Nacional                | Uruguay |  |
| 4. | San Antonio de Paysandú | Uruguay |  |